# Proud Boys
Proud Boys (tłumaczenie: Dumni Chłopcy/Dumne Chłopaki) – alt-rightowa, neofaszystowska organizacja polityczna założona w 2016 r. pod przewodnictwem współzałożyciela magazynu Vice, Gavina McInnesa.
Jej członkami mogą być wyłącznie mężczyźni, a jej nazwa nawiązuje do piosenki „Proud of You Boy” z disneyowskiego musicalu Aladyn. Od początku 2019 r. przewodniczącym Proud Boys jest Afrokubańczyk, Enrique Tarrio.
W lutym 2021 r. zgrupowanie zostało uznane przez rząd kanadyjski za organizację terrorystyczną o charakterze ekstremistycznym. Na mocy tego postanowienia organizacja była zmuszona do rozwiązania struktur swego stowarzyszenia na terenie Kanady. Jednak działalność formacji nadal pozostaje legalna i sformalizowana w Stanach Zjednoczonych.
Wielu członków organizacji brało udział w ataku na Kapitol.